# Roger Michael Hilary Minster
Roger Michael Hilary Minster (Surrey, Reino Unido, 21 de Março de 1944 – Reino Unido, 24 de Novembro de 1999) era um actor inglês.
É mais conhecido pelo seu trabalho na série cómica de televisão 'Allo 'Allo! onde interpretava a personagem General Erich Von Klinkerhoffen.

## Biografia
Participou em diversas séries, tais como: Crossroads, Tinker, Tailor, Soldier, Spy e um papel de forma regular em Secret Army como Hauptmann Muller.
Apareceu por duas vezes em Doctor Who no episódio Planet of the Daleks como soldado Thal de nome Marat em 1973 e no episódio Genesis of the Daleks de 1975 igualmente de soldado Thal, o que o torna um dos poucos actores em Doctor Who que interpretaram duas personagens extraterrestres da mesma raça.
Teve um bom desempenho na série de ficção científica de grande sucesso The Tomorrow People, no papel de Yagon em 1978.